# عملیات خانه پوشالی
درگیری‌های مه ۲۰۱۸ اسرائیل و ایران سری درگیری‌های کوتاه مدتی بود که بین ایران و اسرائیل در خاک سوریه رخ داد. این عملیات درست یک روز پس از اعلام خروج آمریکا از برجام صورت گرفت. ۱۰ مه ۲۰۱۸ ارتش اسرائیل مدعی شد که ۲۰ راکت از سوی نیروهای ایرانی حاضر در سوریه به سمت مواضع اسرائیل در غرب بلندی‌های جولان شلیک شده‌است. درحالی‌که مسئولان سوریه و دیدبان حقوق بشر سوریه مدعی شدند آغاز درگیری با حملهٔ خمپاره‌ای از مناطق تحت کنترل اسرائیل به سمت شهر «البعث» در شمال استان قنیطره سوریه صورت گرفته و حملهٔ راکتی سوریه در پاسخ به این حملات بوده‌است. مقامات ارتش اسرائیل مدعی شدند که تعدادی از موشک‌های پرتاب شده به سمت اسرائیل توسط سامانه گنبد آهنین این کشور منهدم شده و تعدادی نیز قبل از رسیدن به اسرائیل در خاک سوریه به زمین‌خورده‌اند. همچنین ارتش عربی سوریه و مسئولان این کشور مسئولیت این عملیات را بر عهده گرفته‌اند و اعلام کرده‌اند مجری این عملیات سوریه بوده و ایران در آن هیچ دخالتی نداشته‌است. به گفتهٔ خبرگزاری سوریه این حملات در پاسخ به موشک‌باران قلمرو سوریه توسط اسرائیل انجام شده‌اند. اسرائیل نیز در پاسخ به این حملات طی عملیاتی به نام عملیات خانهٔ پوشالی (عبری: מִבְצָע בֵּית הַקְלָפִים‎, mivtza beit haKlafim) بسیاری از مواضع ایران در سوریه را بمباران کرد. خبرگزاری دولتی سوریه این اقدام اسرائیل را تجاوز به قلمرو سوریه خواند. با این وجود ایران ادعای اسرائیل در خصوص حملهٔ موشکی ایران به اسرائیل و نیز دارا بودن پایگاه‌های نظامی در خاک سوریه را تکذیب کرد. طی حملهٔ اسرائیل شماری از تجهیزات پدافند هوایی سوریه نابود شدند که از این بین می‌توان سامانهٔ پانتسیر-اس۱، سامانهٔ اس-۷۵ دوینا، سامانهٔ موشکی اس-۲۰۰ و سامانهٔ موشکی بوک را نام برد.

## پیش‌زمینه
بلندی‌های جولان یکی از مناطق حساس نظامی در خاورمیانه به‌شمار می‌آید. این منطقه تنها ۷۰ کیلومتر از شهر دمشق فاصله دارد. اسرائیل در جنگ شش‌روزه در سال ۱۹۶۷ بخش بزرگی از بلندی‌های جولان را که متعلق به سوریه است به اشغال خود درآورد. نیروهای کلاه آبی سازمان ملل از ۳۱ مه سال ۱۹۷۴ به عنوان نیروی ناظر سازمان ملل متحد (UNDOF) در بلندی‌های جولان حضور دارند و بر حفظ آتش‌بس میان سوریه و اسرائیل نظارت می‌کنند. حدود ۹۰۰ صلح‌بان سازمان ملل در این بلندی‌ها مستقر هستند. البته براساس قرارداد ۱۹۷۴ میان اسرائیل و سوریه دربارهٔ حضور صلح‌بانان سازمان ملل در بلندی‌های جولان، حضور اعضای دائم شورای امنیت در این ماموریت‌ها مجاز نیست. اسرائیل در سال ۱۹۸۲ این مناطق را به عنوان بخشی از خاک خود اعلام کرد. این اقدام هیچ‌گاه مورد تأیید سازمان ملل متحد قرار نگرفت.

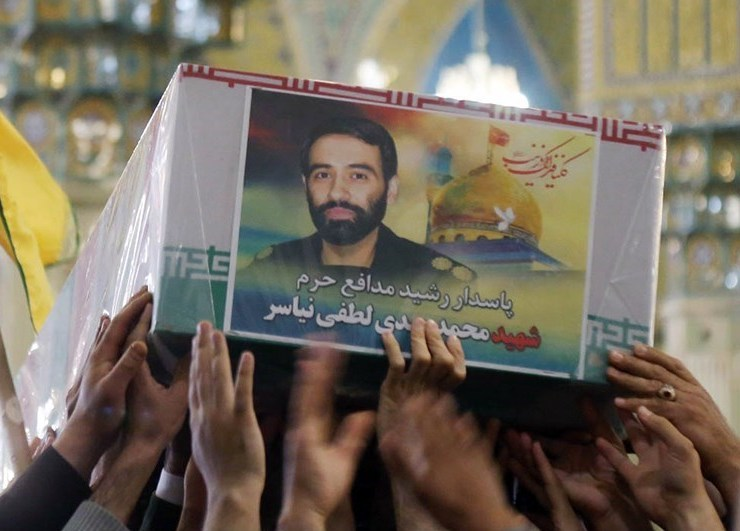
مراسم تشییع یکی از کشته شدگان عملیات تی-۴. قم

 هم‌اینک اسرائیل با نصب دستگاه‌های هشداردهنده بر بلندی‌های جولان، تمامی تحرکات نظامی سوریه را مراقبت می‌کند. بارها میان اسرائیل و سوریه مذاکراتی بر سر این اراضی انجام شده که آخرین آن‌ها به میانجیگری ترکیه بود، ولی به نتیجه نرسید. ابراز تمایل دولت‌های اسرائیل و سوریه در سال ۲۰۰۹ هم صلحی به بار نیاورد.
۱۰ فوریه یک فروند جنگندهٔ اف-۱۶ اسرائیلی پس از بمباران یک پایگاه هوایی در سوریه که در اختیار نیروهای ایرانی بود توسط پدافند هوایی سوریه ساقط شد. اسرائیل هدف از اعزام این جنگنده به خاک سوریه را بمباران مواضعی اعلام کرد که احتمال می‌داد نیروهای ایرانی که به واسطهٔ هواپیماهای بدون سرنشین از اسرائیل جاسوسی می‌کنند، در آن مستقر باشند. دو ساعت پس از سقوط این جت، اسرائیل حمله به اهدافی دیگر در سوریه، از جمله سایت‌های پدافند هوایی این کشور را آغاز کرد.
۹ آوریل، دو روز پس از حملهٔ شیمیایی دوما، جنگنده‌های اسرائیلی پایگاه هوایی تی-۴ واقع در استان حمص سوریه را بمباران کردند. طی این عملیات ۱۴ نفر جان باختند که ۷ تن از آن‌ها ایرانی بودند.
۸ مه دونالد ترامپ، رئیس‌جمهور آمریکا، خروج آمریکا از برجام را اعلام کرد.

## شرح حوادث
در ۹ مه ۲۰۱۸ خبرگزاری سوریه از پرتاب چندین راکت از سوی اراضی اسرائیل به سوی مدینه البعث در استان قنیطره خبر داد. همچنین برخی منابع محلی از حملهٔ توپخانه‌ای اسرائیل به مدینه البعث و هدف قراردادن این شهر به وسیلهٔ دو راکت اسرائیلی خبر دادند که به هدف اصابت نکرده‌است. از سویی مرکز رسانه‌ای قنیطره اعلام کرد تانک‌های ارتش اسرائیل مواضعی از شبه‌نظامیان سوری و حزب‌الله لبنان را هدف قرار داده‌اند.
در ۱۰ مه ۲۰۱۸، اسرائیل از شلیک ۲۰ راکت از پایگاهی نظامی در سوریه به سمت مواضعش در بلندی‌های جولان خبر داد. اسرائیل مدعی شده این پایگاه‌ها در اختیار نیروهای سپاه است. به گفتهٔ سخنگوی ارتش اسرائیل این عملیات تلفاتی در پی نداشت و شماری از این موشک‌ها به وسیلهٔ گنبد آهنین در آسمان منهدم شدند وی همچنین افزود فرمان این حمله توسط قاسم سلیمانی صادر شده‌است و موشک‌های پرتابی از نوع فجر-۵ بودند. برخلاف گفتهٔ اسرائیلی‌ها سید حسن نصرالله دبیرکل حزب‌الله لبنان تعداد موشک‌های پرتاب شده از سوی سوریه را ۵۵ عدد اعلام کرد و ارتش عربی سوریه نیز مسئولیت این عملیات را بر عهده گرفته‌است. همچنین فارس شهابی، نمایندهٔ حلب در پارلمان سوریه، ادعا کرده‌است مجری این عملیات ارتش سوریه بوده و ایران در آن هیچ دخالتی نداشته‌است.
بنا بر اعلام وزارت دفاع روسیه، ارتش اسرائیل در پاسخ به این عملیات با استفاده از ۲۸ جنگنده و شلیک ۷۰ موشک مناطقی از سوریه را بمباران کرد که نیمی از این موشک‌ها توسط پدافند هوایی سوریه ساقط شد. آویگدور لیبرمن، وزیر دفاع اسرائیل اذعان داشته ارتش این کشور شب گذشته تقریباً تمام تأسیسات ایران در سوریه را هدف قرار داده‌است.